# Жаочани
Жаочани је насеље у Србији у општини Чачак у Моравичком округу. Према попису из 2022. било је 265 становника.
Нову цркву је 13. јула 1938. осветио епископ жички Николај Велимировић.

## Демографија
У насељу Жаочани живи 320 пунолетних становника, а просечна старост становништва износи 42,1 година (43,5 код мушкараца и 40,7 код жена). У насељу има 116 домаћинстава, а просечан број чланова по домаћинству је 3,37.
Ово насеље је великим делом насељено Србима (према попису из 2002. године), а у последња три пописа, примећен је пад у броју становника.
|  |

| Демографија | Демографија | Демографија |
| Година      | Становника  | Становника  |
| ----------- | ----------- | ----------- |
| 1948.       | 409         |             |
| 1953.       | 403         |             |
| 1961.       | 402         |             |
| 1971.       | 389         |             |
| 1981.       | 407         |             |
| 1991.       | 398         | 392         |
| 2002.       | 391         | 402         |
| 2011.       | 332         |             |

| Етнички састав према попису из 2002.‍ | Етнички састав према попису из 2002.‍ | Етнички састав према попису из 2002.‍ | Етнички састав према попису из 2002.‍ | Етнички састав према попису из 2002.‍ |
| ------------------------------------ | ------------------------------------ | ------------------------------------ | ------------------------------------ | ------------------------------------ |
|                                      |                                      |                                      |                                      |                                      |
| Срби                                 | Срби                                 |                                      | 389                                  | 99,48%                               |
| Црногорци                            | Црногорци                            |                                      | 1                                    | 0,25%                                |
| непознато                            | непознато                            |                                      | 1                                    | 0,25%                                |

| Година пописа     | 1948. | 1953. | 1961. | 1971. | 1981. | 1991. | 2002. |
| ----------------- | ----- | ----- | ----- | ----- | ----- | ----- | ----- |
| Број домаћинстава | 86    | 91    | 99    | 105   | 118   | 120   | 116   |

| Број чланова      | 1  | 2  | 3  | 4  | 5  | 6  | 7 | 8 | 9 | 10 и више | Просек |
| ----------------- | -- | -- | -- | -- | -- | -- | - | - | - | --------- | ------ |
| Број домаћинстава | 21 | 29 | 15 | 10 | 21 | 18 | 2 | 0 | 0 | 0         | 3,37   |

| Пол    | Укупно | Неожењен/Неудата | Ожењен/Удата | Удовац/Удовица | Разведен/Разведена | Непознато |
| ------ | ------ | ---------------- | ------------ | -------------- | ------------------ | --------- |
| Мушки  | 170    | 43               | 107          | 16             | 4                  | 0         |
| Женски | 161    | 25               | 105          | 28             | 3                  | 0         |
| УКУПНО | 331    | 68               | 212          | 44             | 7                  | 0         |

| Пол    | Укупно                    | Пољопривреда, лов и шумарство | Рибарство                            | Вађење руде и камена | Прерађивачка индустрија       |
| ------ | ------------------------- | ----------------------------- | ------------------------------------ | -------------------- | ----------------------------- |
| Мушки  | 96                        | 45                            | 0                                    | 0                    | 34                            |
| Женски | 57                        | 31                            | 0                                    | 0                    | 12                            |
| УКУПНО | 153                       | 76                            | 0                                    | 0                    | 46                            |
| Пол    | Производња и снабдевање   | Грађевинарство                | Трговина                             | Хотели и ресторани   | Саобраћај, складиштење и везе |
| Мушки  | 2                         | 2                             | 5                                    | 0                    | 4                             |
| Женски | 0                         | 0                             | 5                                    | 1                    | 1                             |
| УКУПНО | 2                         | 2                             | 10                                   | 1                    | 5                             |
| Пол    | Финансијско посредовање   | Некретнине                    | Државна управа и одбрана             | Образовање           | Здравствени и социјални рад   |
| Мушки  | 0                         | 0                             | 1                                    | 1                    | 0                             |
| Женски | 0                         | 1                             | 0                                    | 4                    | 2                             |
| УКУПНО | 0                         | 1                             | 1                                    | 5                    | 2                             |
| Пол    | Остале услужне активности | Приватна домаћинства          | Екстериторијалне организације и тела | Непознато            | Непознато                     |
| Мушки  | 2                         | 0                             | 0                                    | 0                    | 0                             |
| Женски | 0                         | 0                             | 0                                    | 0                    | 0                             |
| УКУПНО | 2                         | 0                             | 0                                    | 0                    | 0                             |